# Lee Ho-eung
Pour les articles homonymes, voir Lee.
Dans ce nom coréen, le nom de famille, Lee, précède le nom personnel.
Lee Ho-eung, né le 15 février 1978, est un patineur de vitesse sur piste courte sud-coréen.
Lors des Jeux olympiques d'hiver de 1998 à Nagano il remporte la médaille d'argent olympique en relais sur 5 000 m derrière le Canada et devant la Chine. Il remporte aussi en 1997 deux titres de champion du monde en relais et par équipe.

## Palmarès

### Jeux olympiques
- Médaillé d'argent en relais sur 5 000 m aux Jeux olympiques d'hiver de 1998 à Nagano ( Japon)

### Championnats du monde
- Champion du monde par équipe aux Championnats du monde de 1997 à Séoul ( Corée du Sud)
- Champion du monde en relais sur 5 000 m aux Championnats du monde de 1997 à Nagano ( Japon)
- Vice-champion du monde en relais sur 5 000 m aux Championnats du monde de 1998 à Vienne ( Autriche)
- Vice-champion du monde par équipe aux Championnats du monde de 1998 à Bormio ( Italie)